# Duttlenheim
Duttlenheim (in tedesco Düttelnheim, in alsaziano Dìttle) è un comune francese di 2 935 abitanti situato nel dipartimento del Basso Reno nella regione del Grand Est.

## Società

### Evoluzione demografica
Abitanti censiti